# Ablanque (kommunhuvudort)
Ablanque är en kommunhuvudort i Spanien.   Den ligger i provinsen Provincia de Guadalajara och regionen Kastilien-La Mancha, i den centrala delen av landet, 130 km öster om huvudstaden Madrid. Ablanque ligger 1 033 meter över havet och antalet invånare är 138.
Terrängen runt Ablanque är huvudsakligen lite kuperad. Ablanque ligger nere i en dal. Runt Ablanque är det mycket glesbefolkat, med 2 invånare per kvadratkilometer. Närmaste större samhälle är Anguita, 18,6 km nordväst om Ablanque. 